# Carl August Gellerstedt
Carl August Gellerstedt, född 18 september 1839 i Knista, Örebro län, död 8 april 1897 i Uppsala, var en svensk apotekare och konstnär.
Han var son till kyrkoherden Adolf Christian Gellerstedt och Beata Maria Svederus och från 1879 gift med Ida Chatarina Aurora Lundström. Gellerstedt antogs i november 1853 som elev vid apoteket i Kristinehamn och avlade farmacie studiosiexamen där. Han konditionerade därefter på apoteket i Kristinehamn och Filipstad. Han företog en längre resa på hösten 1862 till Algier och när han återkom till Sverige på hösten 1862 skrev han in sig vid Farmaceutiska institutet där han utexaminerades som apotekare 1864. Därefter var han verksam vid apoteket i Visby 1964-1874 och i Leksand 1874-1876 samt ett år på apoteket i Falun. Han fick 1877 privilegium att etablera ett apotek i Piteå. Gellerstedt har troligen fått sin konstnärliga utbildning av Albert Theodor Gellerstedt, bland hans bevarade arbeten märks akvarellen Bandvävnad vid en oppsittskväll i Leksand utförd 1875. Han var framstående inom en rad områden han var bland annat en uppskattad sångare och kommunalpolitiker.